# Mark Leduc
Mark Leduc (* 5. Mai 1962 in Toronto, Ontario; † 22. Juli 2009 in Toronto) war ein kanadischer Boxer.
Leduc fing mit dem Boxen an, als er zwölf Jahre alt war. Nachdem sich seine Eltern scheiden ließen, riss er im Alter von 15 Jahren von zu Hause aus und lebte auf der Straße. Nachdem er ein Schmuckgeschäft ausgeraubt hatte, wurde er zu einer Gefängnisstrafe von sechs Jahren verurteilt. Während seines Gefängnisaufenthaltes fiel sein Boxtalent einem seiner Wärter auf, der sich schließlich dafür einsetzte, dass Mark in einem richtigen Boxstudio trainieren konnte. 1988 wurde er aus dem Gefängnis entlassen. 1989, 1991 und 1992 wurde Leduc kanadischer Meister im Halbweltergewicht (–63,5 kg).
Seinen größten Erfolg als Amateurboxer feierte Leduc dann bei den Olympischen Sommerspielen 1992 in Barcelona, als er die Silbermedaille im Halbweltergewicht gewinnen konnte. Während seiner Amateurzeit bestritt er 184 Kämpfe, von denen er nur 26 verlor.
1992 versuchte er dann ins Profigeschäft einzusteigen, aber nach nur fünf Kämpfen beendete er seine Boxlaufbahn. Nachdem er seine aktive Karriere beendet hatte, outete sich Leduc 1994 in der Dokumentation For the Love of the Game als homosexuell.
Zuletzt war der Kanadier als Bühnenarbeiter im Filmgeschäft tätig.
Am 19. Juli 2009 wurde Leduc bewusstlos in der Sauna eines Hotels in Toronto aufgefunden. Er wurde sofort in das örtliche Krankenhaus transportiert, in dem er am 22. Juli verstarb. Als Todesursache wird ein Hitzschlag vermutet, bei dem innere Organe beschädigt wurden.